# 토머스 버크 (육상 선수)
토머스 에드워드 버크(영어: Thomas Edward Burke, 1875년 1월 15일 ~ 1929년 2월 14일)은 미국의 전 육상선수로 하계 올림픽에서 100m와 400m 종목 첫 우승을 차지했다.

## 삶
보스턴대학교 로스쿨 학생이었던 버크는 400m와 440yd 육상 종목에서 알려진 선수였으며 1895년에는 440야드 종목에서 AAU 상을 탔다. 그는 1896년에 아테네에서 열린첫 올림픽에 출전한 그는 어떠한 평판도 없었다. 정상급 스프린터가 빠진 상태에서 버크는 100m를 우승한 이변의 주인공이 되었다. 또한 그는 현재 육상 단거리 출발 모습의 기준이 되는 '크라우칭 스타트'를 사용한 선수이기도 하다. 결선에서는 12.0초를 기록했으며 예선전에는 더 좋은 기록인 11.8초를 기록했다.
같은 올림픽에서 버크는 주종목인 400m에서도 우승을 차지했다. 예선전에는 58.4초를 차지했고 결선에서는 54.2초를 차지했으며 두 경기 모두 그가 1위로 들어왔다.
선수 시절말에는 버크는 IC4A 대회에서 440yd, 880yd 종목 우승을 차지했다. 1897년에는 1년 전 올림픽에서 마라톤의 성공에 고무돼서 해마다 열리는 보스턴 마라톤의 주창자가 되었다.
후에 그는 변호사가 되었으며 파트타임 스포츠 저널리스트나 운동선수 코치를 하기도 했다. 농구 선수인 패트 버크와는 친척 관계다.

## 참고 자료
- Wallechinsky, David. (1984). The Complete Book of the Olympics. New York: Penguin Books. pp. 3, 17.